# Done by Mirrors
Done by Mirrors é o segundo álbum de estúdio de Andi Deris, vocalista do Helloween, lançado em novembro de 1999.

## Faixas
Todas as músicas por Andi Deris.
1. "Let Your Love Fly Free" - 4:23
2. "Dangerous" - 3:37
3. "The Best You Don't Need to Pay For" - 3:50
4. "Harvest" - 1:18
5. "Free" - 3:11
6. "Did It All for You" - 4:22
7. "A Little Bit More Each Day" - 3:43
8. "I Don't Believe in the Good" - 3:25
9. "Patient" - 3:46
10. "Back Again" - 4:15
11. "Child of My Fear" - 3:32
12. "Do You Really Wanna Know" [Japanese Bonus Track] - 7:18